# Шкарауа
Шкарауа — субэтническая группа абазин, говорящих на диалекте шкарауа абазинского языка (самоназвание — Аба́за). 

## Этимология
Термин шкарауа, звучит на абазинском как «щхъарауа» и переводится как, «ащхъа» — горы и «уа» — люди, то есть «горцы», что даёт понимание о расселении данной группы высоко в горах, относительно предгорных ашуа (тапанта).

## Сведения
Шкарауа делились на две территориальные группы: северокавказскую и причерноморскую, между которыми протянулись Кавказские горы. Северокавказские шкарауа делились на Мысыбай, Чегерей, Там, Кизилбек, Баг, Баракай, а причерноморские (называемые абхазами «асадзуа», грузинами «джики») на Саше, Ард, Геч, Цандрипш, Цвиджа, Баг, Чуа, Аибга, Ахчипсоу, Псху. На сегодняшний день, по мимо представителей диаспоры, шкарауа проживают в Карачаево-Черкесской Республике в трёх аулах: Старо-Кувинск, Ново-Кувинск, Апсуа. Шкарауский диалект разделяется на два говора:
- кувинский говор (аулы Старо-Кувинск, Ново-Кувинск, частично Абазакт)
- апсуйский говор, вернее чегерейский (аул Апсуа).

## Примечание
1. ↑  Коряков Ю. Б. Реестр кавказских языков // Атлас кавказских языков / РАН. Ин-т языкознания. — М.: Пилигрим, 2006. — С. 24—25.
2. ↑  Абазины. Историко этнографический очерк. — Черкесск, 1989. — С. 30. — 5000 экз. — ISBN 5-7644-0269-7.